# M1ss Jade So
M1ss Jade So, nombre artístico de Jade Rhian So, es una drag queen filipina, que compitió en la segunda temporada de Drag Race Filipinas, posicionándose como finalista.

## Educación y primeros años
M1ss Jade So no pudo asistir a su fiesta de graduación de la escuela secundaria porque los funcionarios de la escuela no le permitieron usar un vestido, insistiendo en que debía usar "ropa de hombre".

## Carrera
M1ss Jade So es una artista drag. Compitió en la segunda temporada de Drag Race Filipinas. Fue una de las tres primeras mujeres trans concursantes del programa, junto con Bernie y Captivating Katkat. M1ss Jade So tuvo un buen desempeño durante los desafíos de grupo, diseño y cambio de imagen, pero se ubicó entre las peores durante los desafíos de música y actuación. También tuvo un buen desempeño, pero excedió el límite de tiempo durante el desafío publicitario y ganó el desafío del video musical. Fue una de las cuatro finalistas.

## Vida personal
M1ss Jade So ha sido discriminada a lo largo de su vida por su identidad de género.

## Filmografía

### Televisión
- Drag Race Filipinas (2.ª temporada, 2023)